# Ernst Eggerbauer
Ernst Eggerbauer (* 16. April 1932 in Füssen; † 23. Mai 1995 ebenda) war ein deutscher Eishockeyspieler.

## Karriere
Ernst Johann Eggerbauer spielte ab 1950 erst für den EV Füssen, mit dem er achtmal Deutscher Meister wurde und 1951 und 1953 am Spengler Cup teilnahm. 1961 wechselte er für eine Saison zum SC Ziegelwies. Danach spielte er bis zum Karriereende 1967 beim ERV Ravensburg.

### International
Für die deutsche Eishockeynationalmannschaft spielte er bei der Eishockey-Weltmeisterschaft 1954, 1955, 1959. Ebenso nahm er mit der Mannschaft an den Olympischen Winterspielen 1960 teil. Insgesamt hatte er 55 Spiele für die Nationalmannschaft.